# 1605.
◄ | 16. stoljeće | 17. stoljeće | 18. stoljeće | ►
◄ | 1570-ih | 1580-ih | 1590-ih | 1600-ih | 1610-ih | 1620-ih | 1630-ih | ►
◄◄ | ◄ | 1602. | 1603. | 1604. | 1605. | 1606. | 1607. | 1608. | ► | ►►
Arhitektura • Astronomija • Glazba • Kazalište • Kiparstvo • Knjige • Književnost • Kršćanstvo • Medicina • Politika • Pravo • Promet • Slikarstvo • Znanost

## Smrti
- 3. ožujka – Klement VIII., papa (* 1536.)

## Vanjske poveznice
|  | Zajednički poslužitelj ima još gradiva o temi 1605. |